# Чиппендейл, Томас
То́мас Чи́ппендейл (англ. Thomas Chippendale; крещён 5 июня 1718, Отли, западный Йоркшир, Англия — 13 ноября 1779, Лондон) — крупнейший мастер английского мебельного искусства эпохи рококо и раннего неоклассицизма периода среднегеоргианского стиля. Изготовленная из красного дерева, мебель этого мастера отличалась сочетанием рациональности, ясности формы и декоративности с использованием мотивов восточного искусства. Мебель Чиппендейла приобрела такую популярность, что в историю искусства прочно вошло понятие «стиль чиппендейл».

## Биография
Чиппендейл родился в Отли в Западном районе Йоркшира, Англия, в июне 1718 года. Крещён 5 июня. Он был единственным ребёнком столяра и мастера-мебельщика Джона Чиппендейла (1690—1768) и его первой жены Мэри (урожденная Дрейк; 1693—1729). Получил начальное образование в гимназии принца Генри. Семья Чиппендейл долгое время занималась столярным ремеслом, поэтому Томас, скорее всего, получил начальные навыки у отца, хотя считается, что он также обучался у Ричарда Вуда в Йорке, прежде чем переехал в Лондон. 19 мая 1748 года он женился на Кэтрин Редшоу в капелле Святого Георгия в Мейфэйре, у них было пятеро сыновей и четыре дочери.
В 1749 году Томас Чиппендейл снял скромный дом в Кондуит-Корт, недалеко от Ковент-Гарден. В 1752 году он переехал в Сомерсет-Корт, недалеко от Стрэнда, нанял около двадцати рабочих и принялся за усовершенствование существующих форм мебели. В 1754 году Чиппендейл переехал на Сент-Мартинс-лейн, 60-62 в Лондоне, где в течение следующих шестидесяти лет функционировала семейная мастерская (до 1813 года, когда его сын, Томас-младший, обанкротился). В 1754 году он начал сотрудничество с Джеймсом Ренни, богатым шотландским купцом, который вложил деньги в его мебельное предприятие.
Жена Томаса Чиппендейла Кэтрин умерла в 1772 году. После смерти Джеймса Ренни в 1766 году партнёром Чиппендейла стал Томас Хейг. Один из помощников Ренни, Генри Фергюсон, стал третьим партнёром, и таким образом фирма получила название «Chippendale, Haig & Co». На закате жизни Томас отошёл от дел, передав управление мастерской своему сыну Томасу Чиппендейлу Младшему (1749—1829).
Чиппендейл Младший взял на себя управление делами в 1776 году, позволив своему отцу уйти на пенсию. Томас-старший переехал в район, который тогда назывался Лобс-Филдс (теперь известный как Дерри-стрит) в Кенсингтоне. Он женился на Элизабет Дэвис в приходской церкви Фулхэма 5 августа 1777 года и стал отцом ещё троих детей. В 1779 году Томас Чиппендейл переехал в Хокстон, где умер от туберкулеза и был похоронен в церкви Сент-Мартин-ин-зе-Филдс (Святого Мартина в полях) 13 ноября 1779 года.
В его родном городе Отли, недалеко от Лидса, Йоркшир, на Manor Square имеется статуя мастера и мемориальная доска. На фасаде Музея Виктории и Альберта в Лондоне установлена скульптурная фигура Томаса Чиппендейла.

## «Директор», или «Указатель для клиентов и краснодеревщиков»
В 1754 году Томас Чиппендейл стал первым мастером-краснодеревщиком, опубликовавшим альбом гравированных рисунков мебели, в том числе собственных проектов, под претенциозным названием «Указатель для джентльмена и краснодеревщика» (The Gentleman and Cabinet Maker’s Director); распространённый вариант перевода: «Указатель для клиентов и краснодеревщиков»; в русской литературе также известен под сокращённым названием «Директор». Это иллюстрированный каталог, в который Чиппендейл поместил сто шестьдесят гравюр на меди с описанием пяти классических ордеров в архитектуре, которые он якобы применял для создания собственных проектов. В первом издании «Директора» представлены образцы мебели «Gothick, Chinese, and modern Tastes» (готических, китайских и современных вкусов). Второе издание 1759 года дополнено новыми гравюрами и проектами. В третьем издании 1762 года число листов достигает двухсот с изображениями более 375 предметов мебели. Книга Чиппендейла вопреки названию была востребована самым широким кругом ремесленников и покупателей, что принесло автору популярность и значительную коммерческую выгоду. «Директор» также считается «первым всеобъемлющим торговым каталогом в своем роде». Согласно «The New York Times», «клиенты могли просмотреть, выбрать образец, а затем заказать мебель».

## Стиль «чиппендейл»

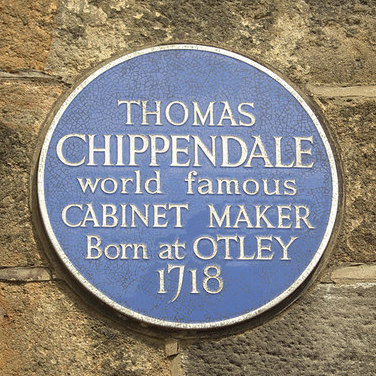
Мемориальная доска. Отли, Йоркшир

Томас Чиппендейл предпочитал работать с неокрашенным, морёным и полированным красным деревом «махагони», используя в качестве декора преимущественно рельефную резьбу. Наиболее характерные черты мебели Чиппендейла: ажурные (прорезные) спинки стульев и кресел — идея, почерпнутая им из традиционной крестьянской мебели, использование китайских и готических мотивов, а также изогнутые ножки типа кабриоль.
Томасу Чиппендейлу удавалось органично сочетать традиции рационализма английской крестьянской мебели, например, знаменитых виндзорских стульев с веерообразно расходящимися «спицами» спинок, напоминающих каретные колёса, эстетики среднегеоргианского стиля (времени правления английского короля Георга II из Ганноверской династии, 1727—1760), влияние французского рококо и восточного, главным образом китайского, искусства — модного в то время шинуазри. Близкие в стилевом отношении образцы создавали другие знаменитые английские мастера: архитектор Уильям Чеймберс и, несколько позднее, мебельщики Томас Шератон и Джордж Хэпплуайт. Двое последних и Томас Чиппендейл образуют, как иногда говорят, «большую тройку» в искусстве английской мебели. Но именно чиппендейловский стиль оказался наиболее успешным. Его характерные черты, или носители стиля, — прорезные «ленточные спинки» кресел и диванов (riband backs), ножки типа кабриоль с утолщением и рельефным орнаментом в верхней части, а внизу — сделанные в виде когтистой лапы, сжимающей шар.
Иногда стиль чиппендейл именуют английским рококо, но он существенно отличается от французских образцов строгостью и рациональностью, хотя также изящен и лёгок. В сравнении с предыдущим стилем королевы Анны начала XVIII столетия, который весьма условно называют английским барокко, стиль Чиппендейла сдержаннее и камернее. В альбоме «Директор» Чиппендейл продемонстрировал свободное развитие темы рокайля, вариации и фантазии на восточные мотивы, S-образные завитки в сочетании с готическими элементами, античными акантами, изображениями китайских драконов и пагод. В пространных подписях к собственным проектам Чиппендейл с гордостью замечал: «Мало кто из мастеров может это исполнить».
В 1760-е годы под влиянием проектов Роберта Адама и фирмы «Адельфи» Томас Чиппендейл перешёл к более строгим решениям, отмеченным влиянием эстетики классицизма. Чиппендейл разработал оформление интерьеров и меблировки Харвудского дворца под Лидсом.
Мебель Чиппендейла получила распространение на протяжении нескольких столетий, в том числе и в России. Трудно найти исторические интерьеры разных эпох и стилей, где бы не стояли чиппендейловские кресла, стулья или диваны. Наиболее полное собрание хранится в Музее Виктории и Альберта в Лондоне, другие — в Харвуд-хаус в Йоркшире, Пэкстон-хаус в Шотландии. «Чиппендейловские стулья» можно увидеть во многих интерьерах дворцов-музеев Санкт-Петербурга и пригородов.
Подлинная «чиппендейловская мебель» отличается прочностью, высоким качеством обработки материала и удобством. Однако на современном рынке под этим названием реализуют изделия разных производителей неровного качества, как правило, поверхностно подражающие образцам из чиппендейловского «Руководства».

## В истории культуры
- Согласно городской легенде, имена главных героев диснеевского мультфильма про Чипа и Дейла родились из каламбура — от фамилии Томаса Чиппендейла. По-английски название мультсериала звучит как «Чип энд Дейл».
- В честь Томаса Чиппендейла назван сорт роз Rosa 'Chippendale'.
- С именем мастера-краснодеревщика Томаса Чиппендейла и созданной им некой гренадилловой шкатулкой связан детективный роман Джанет Глисон «Гренадилловая шкатулка».
- С творчеством мастера связан сюжет рассказа Роальда Даля «Четвёртый комод Чиппендейла».
- По мотивам рассказа Роальда Даля в 2012 году был создан короткометражный кинофильм «Чиппендейл» с Виктором Сухоруковым в главной роли.
- В пародийном мультсериале Тик-герой (1994—1996 год) главным атогонистом является персонаж со стулом вместо лица — Стулолицый Чиппендейл — явная аллюзия на Томаса Чиппендейла.

## Рисунки Томаса Чиппендейла из собрания Метрополитен-музея в Нью-Йорке

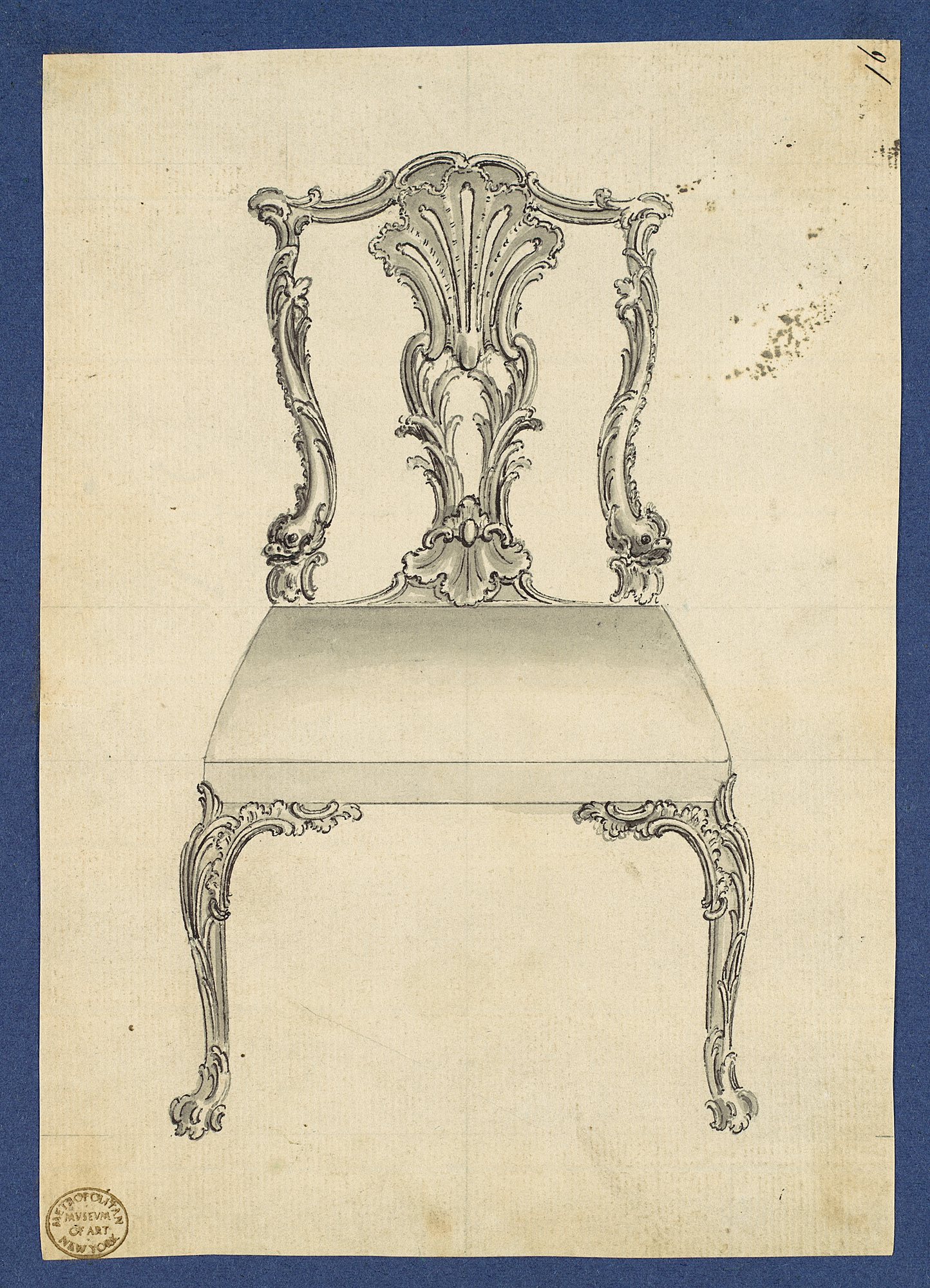
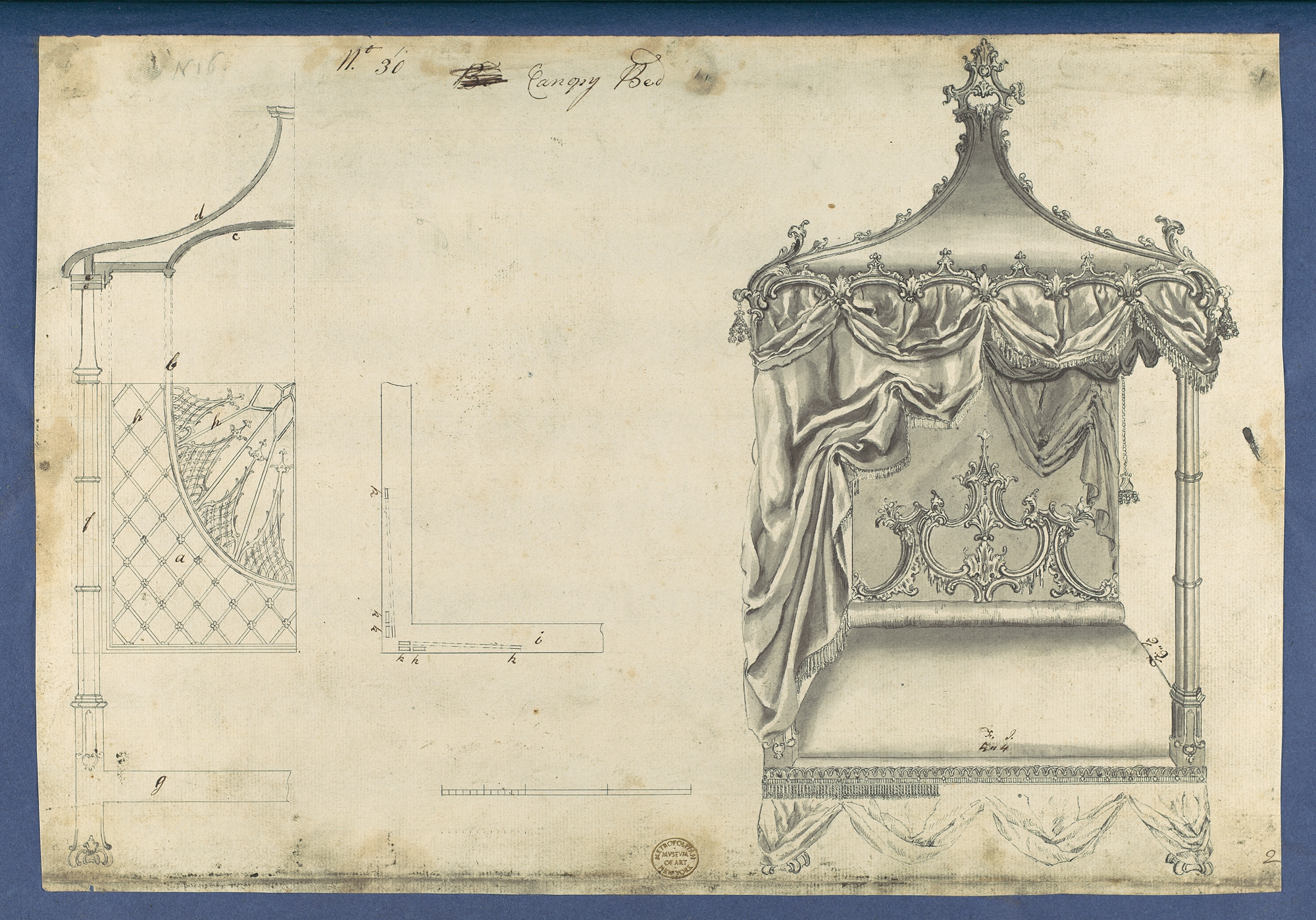
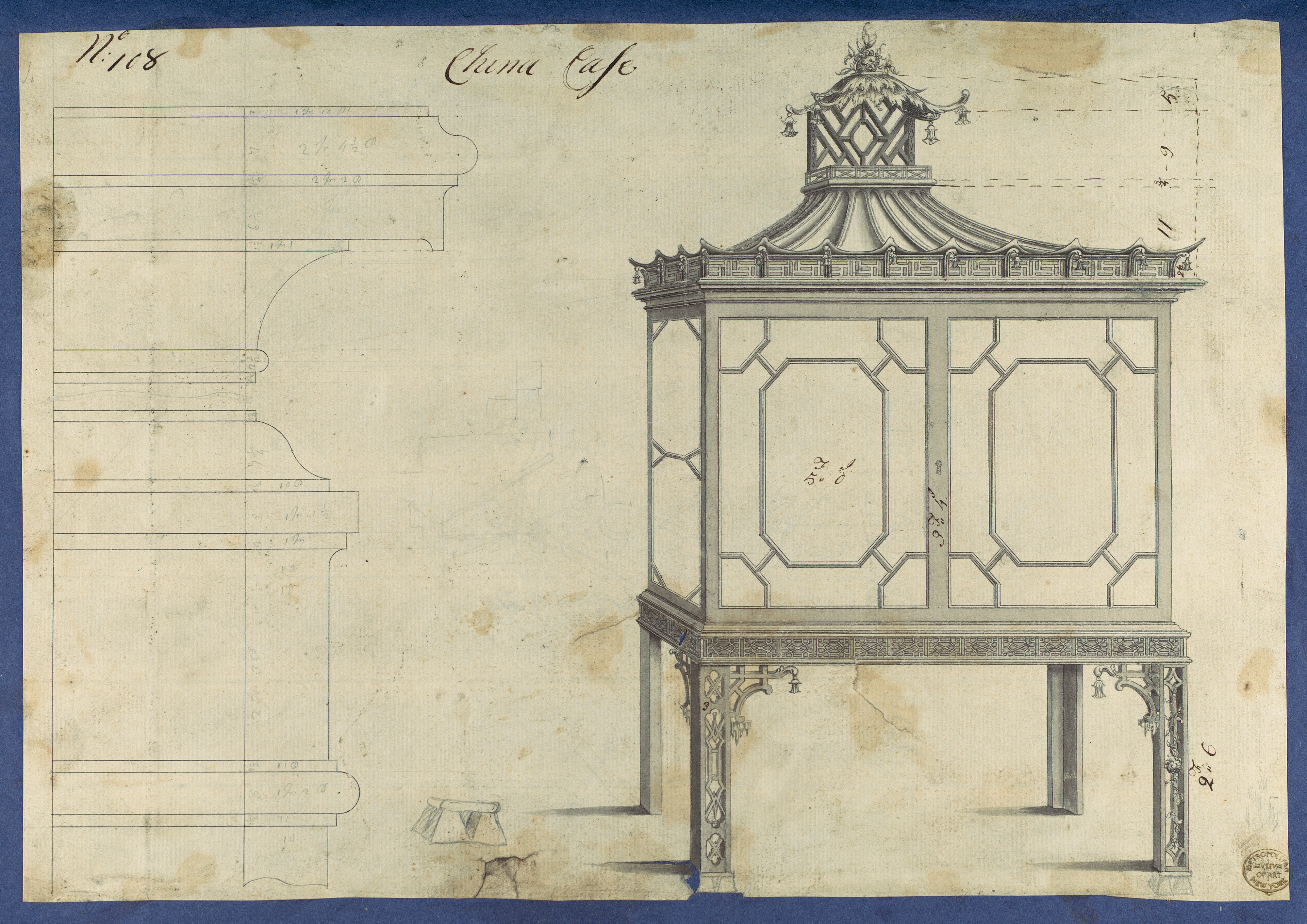
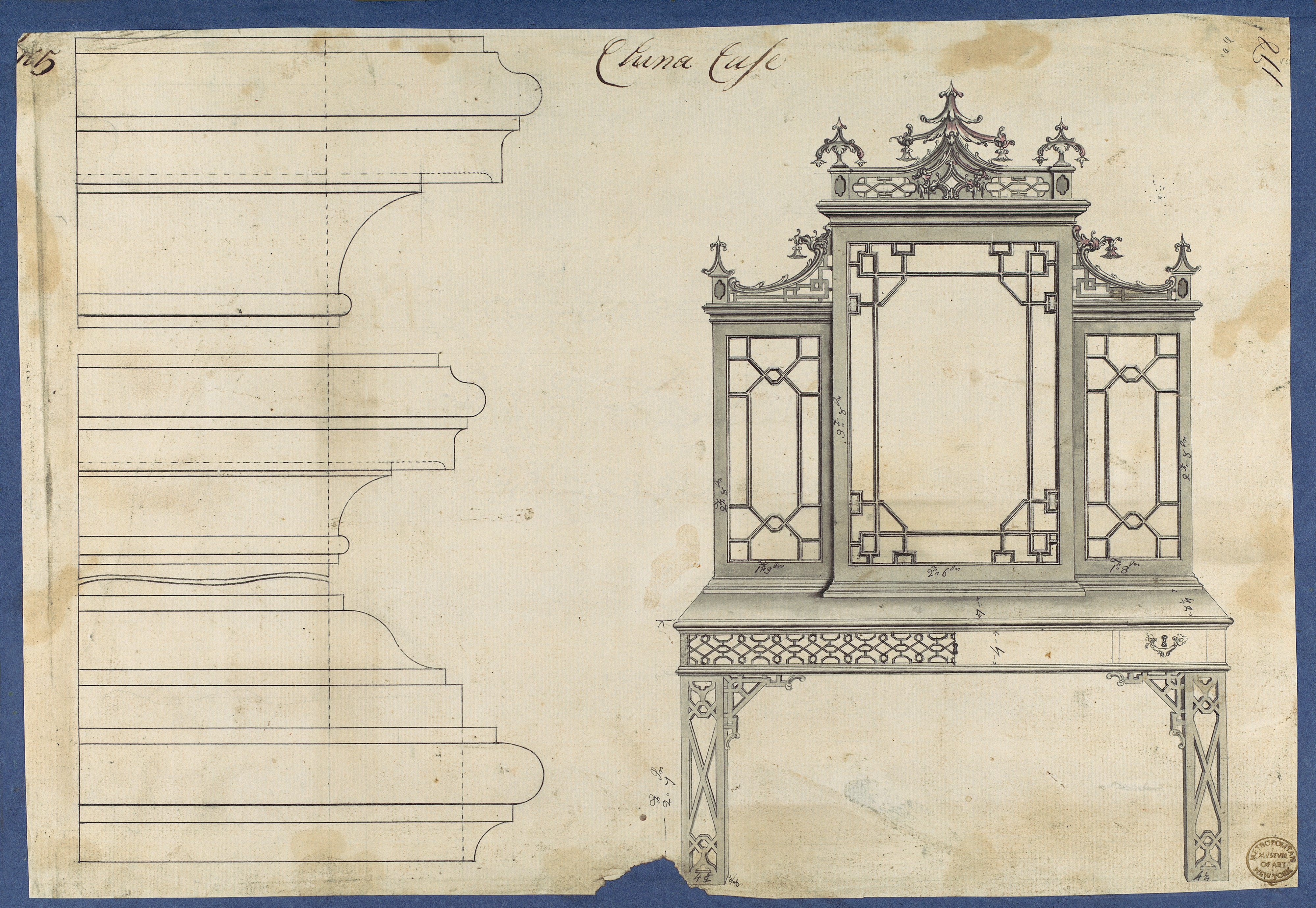
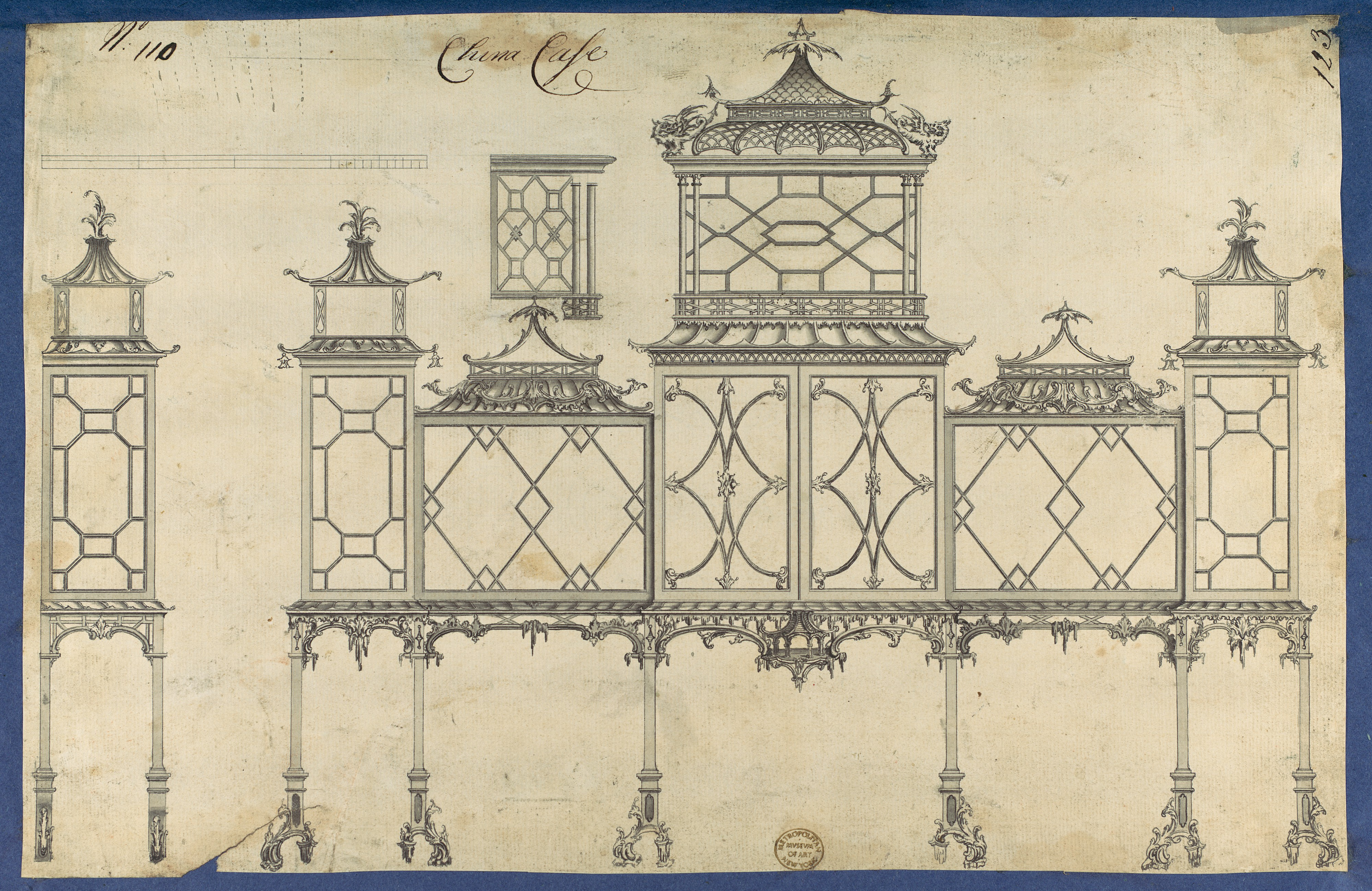
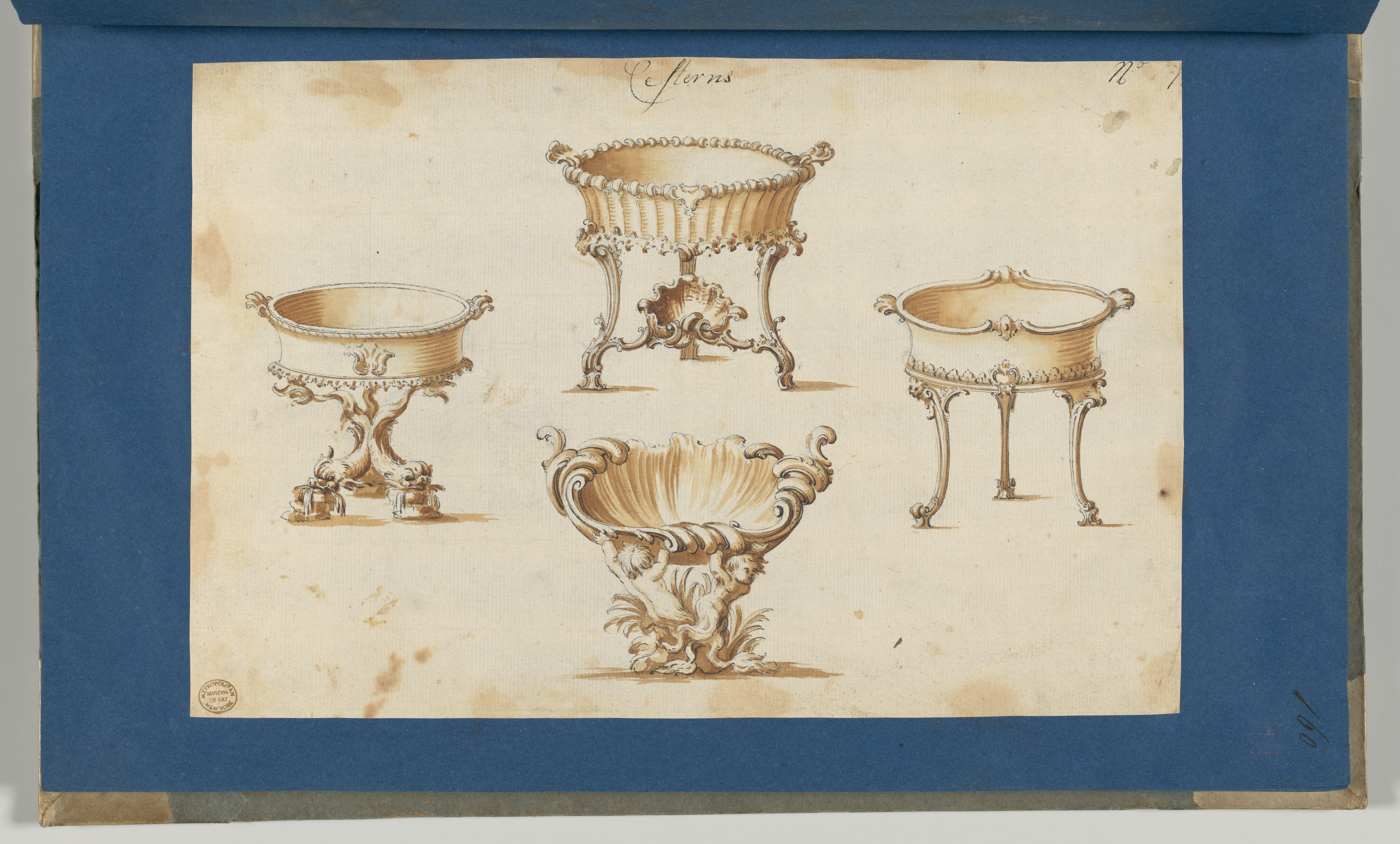
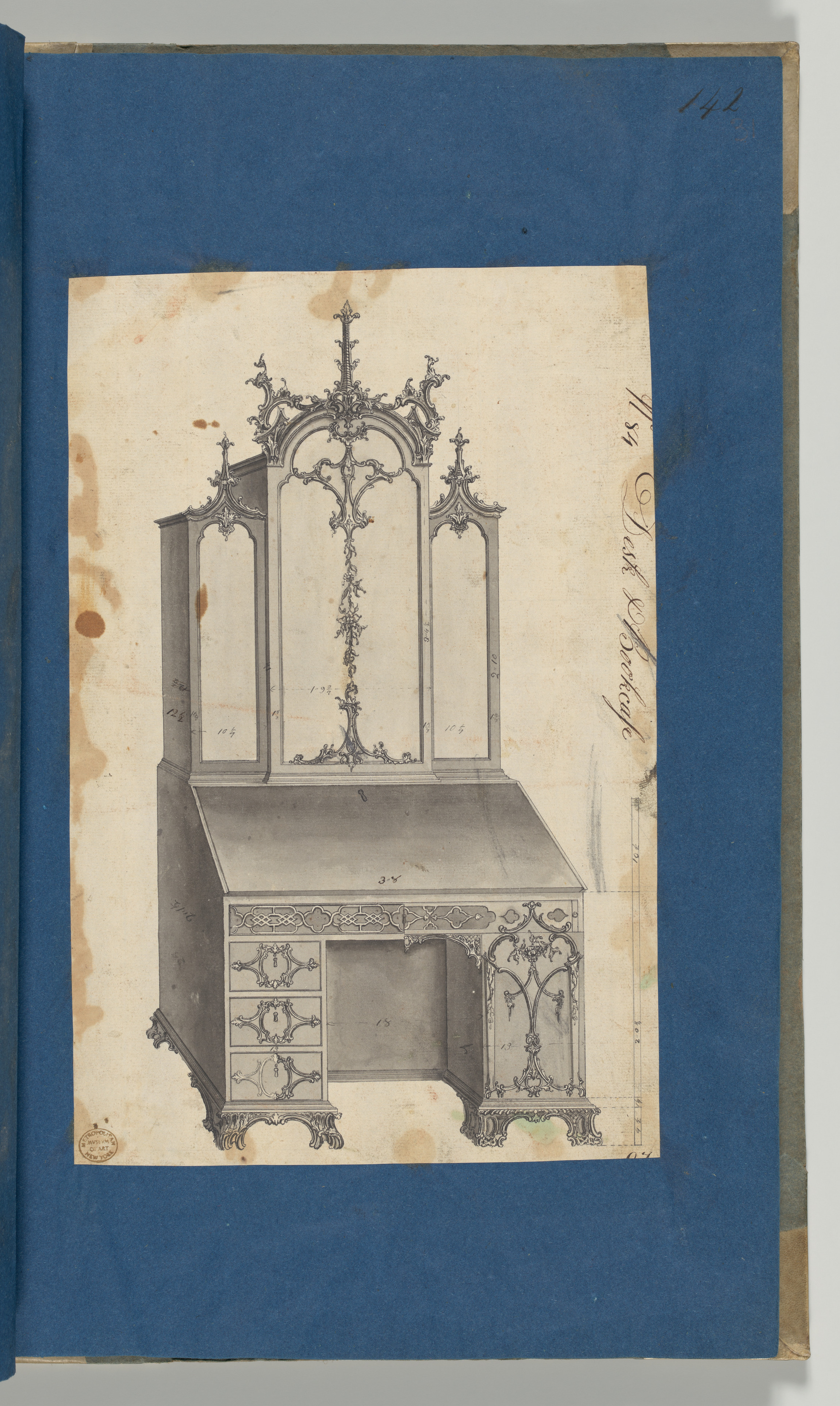
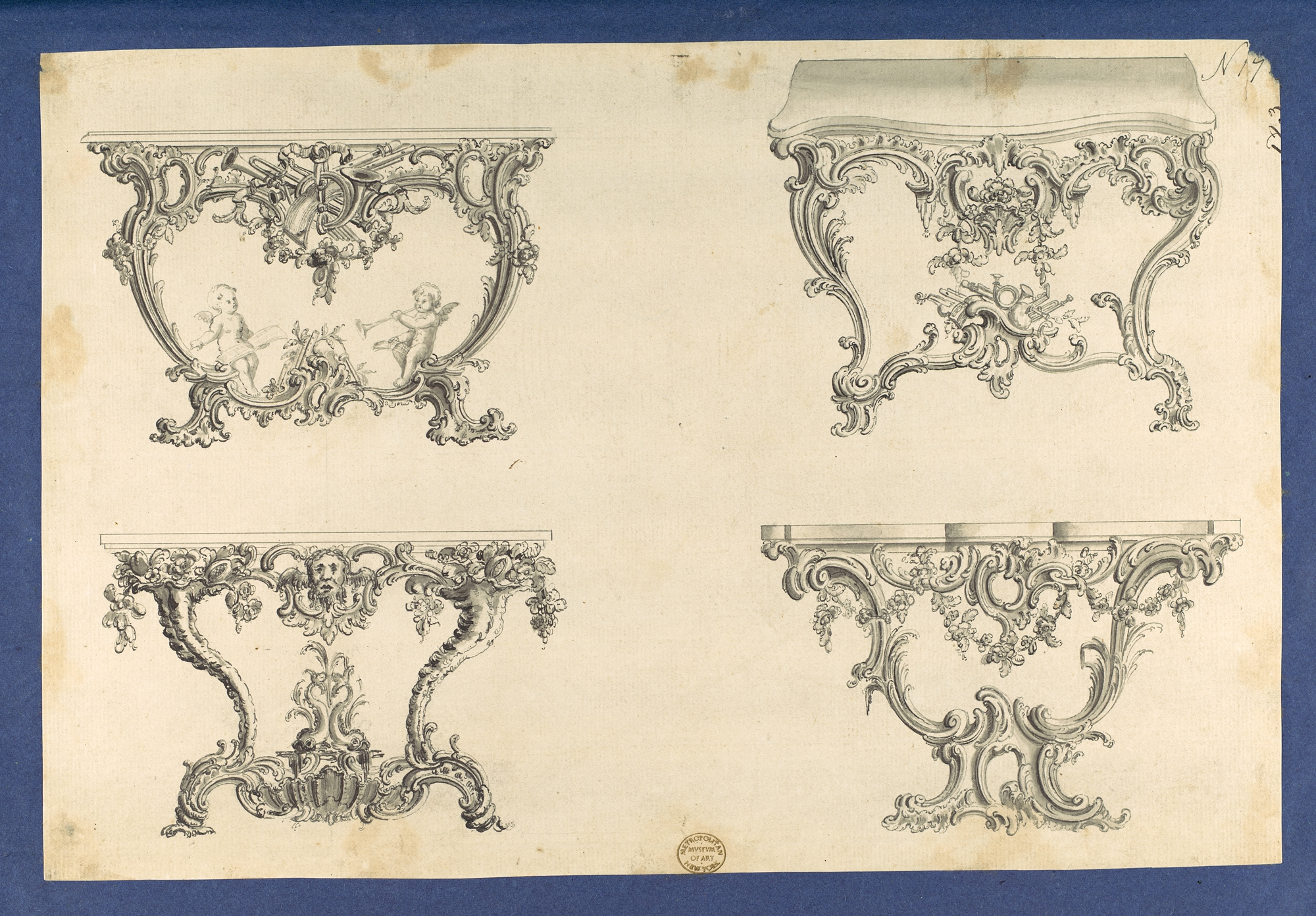
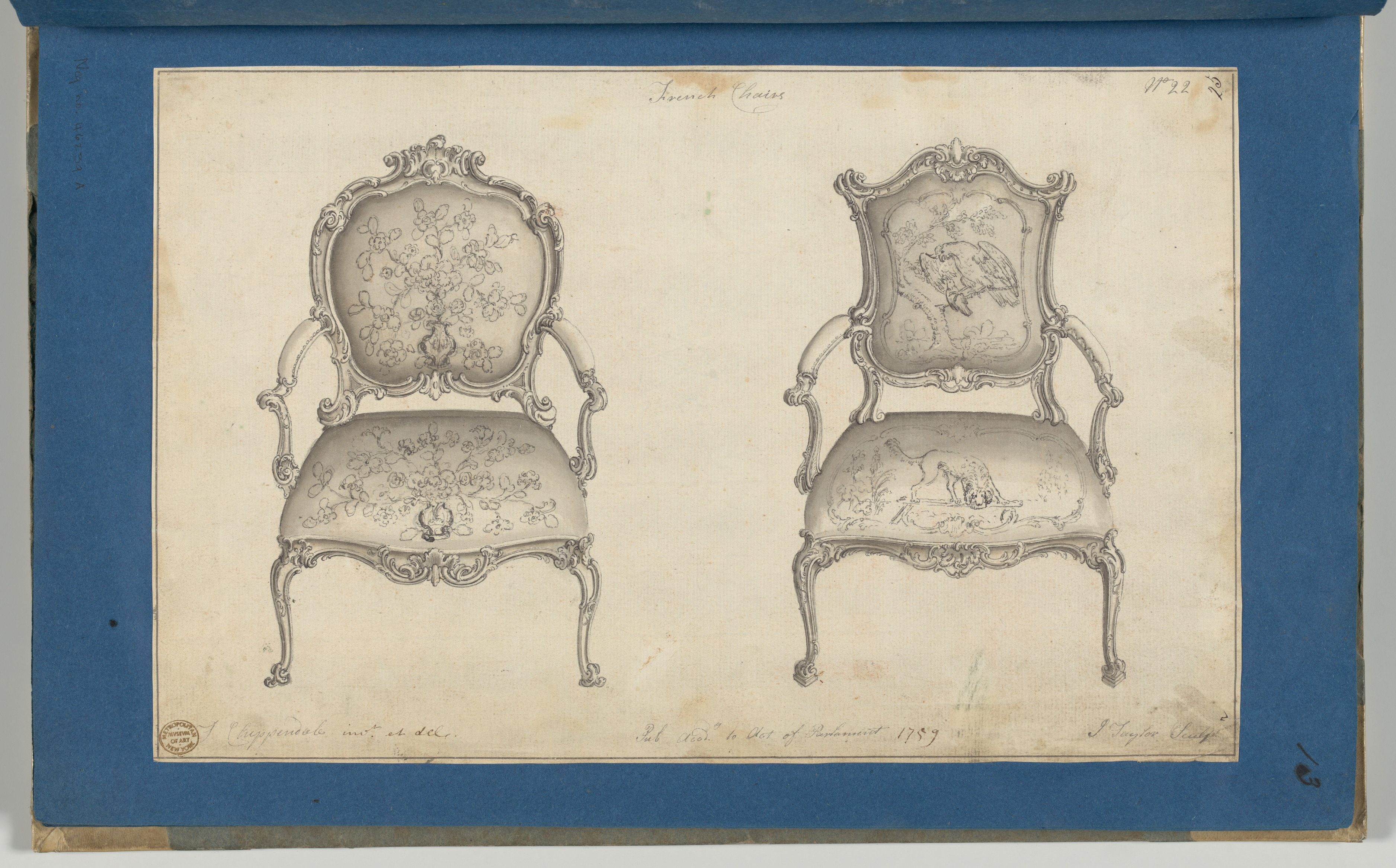

## Мебель Томаса Чиппендейла

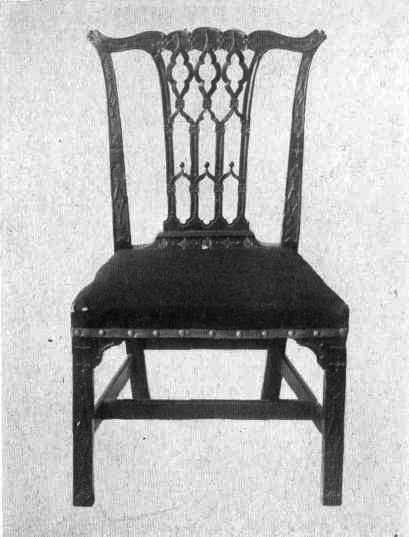
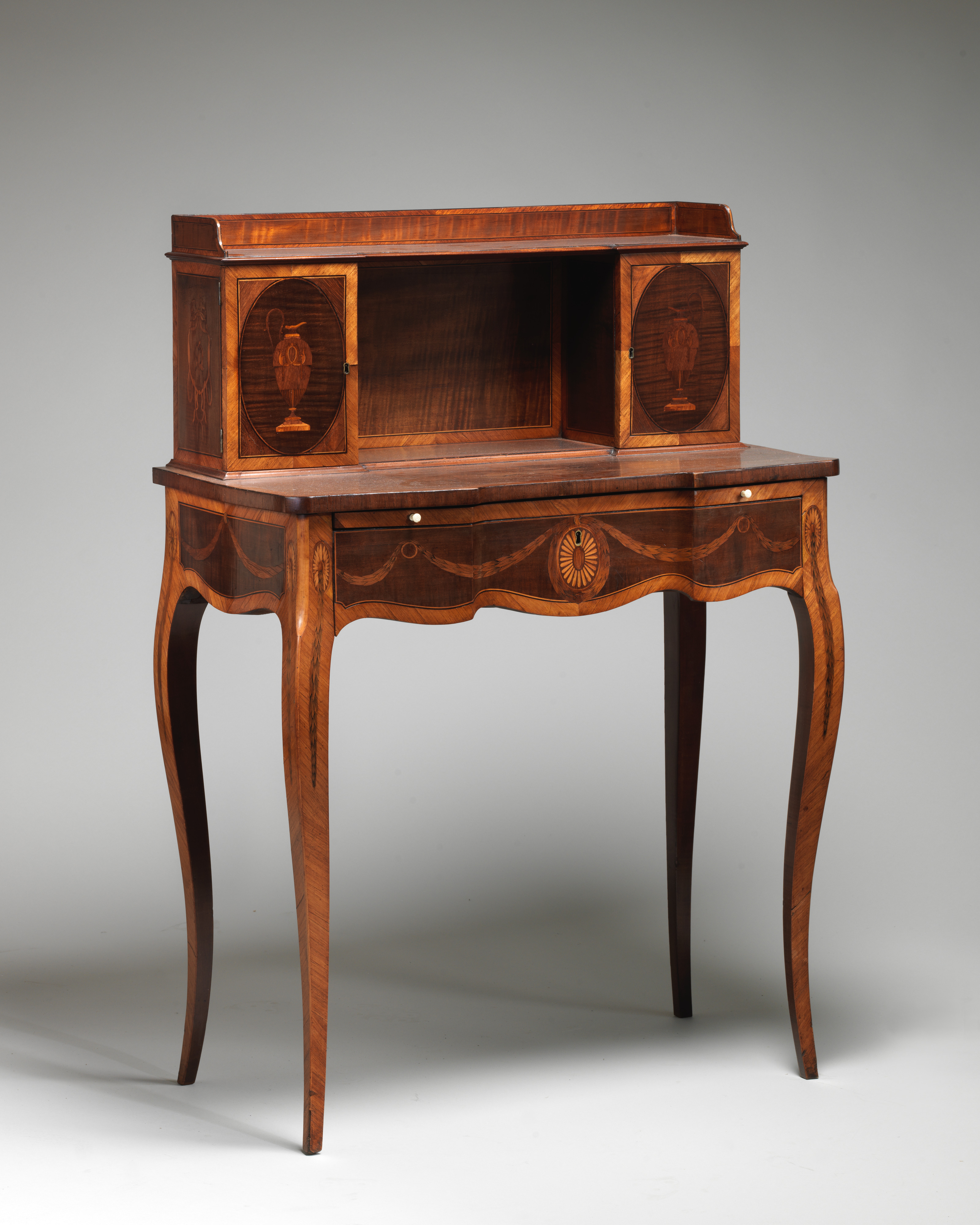
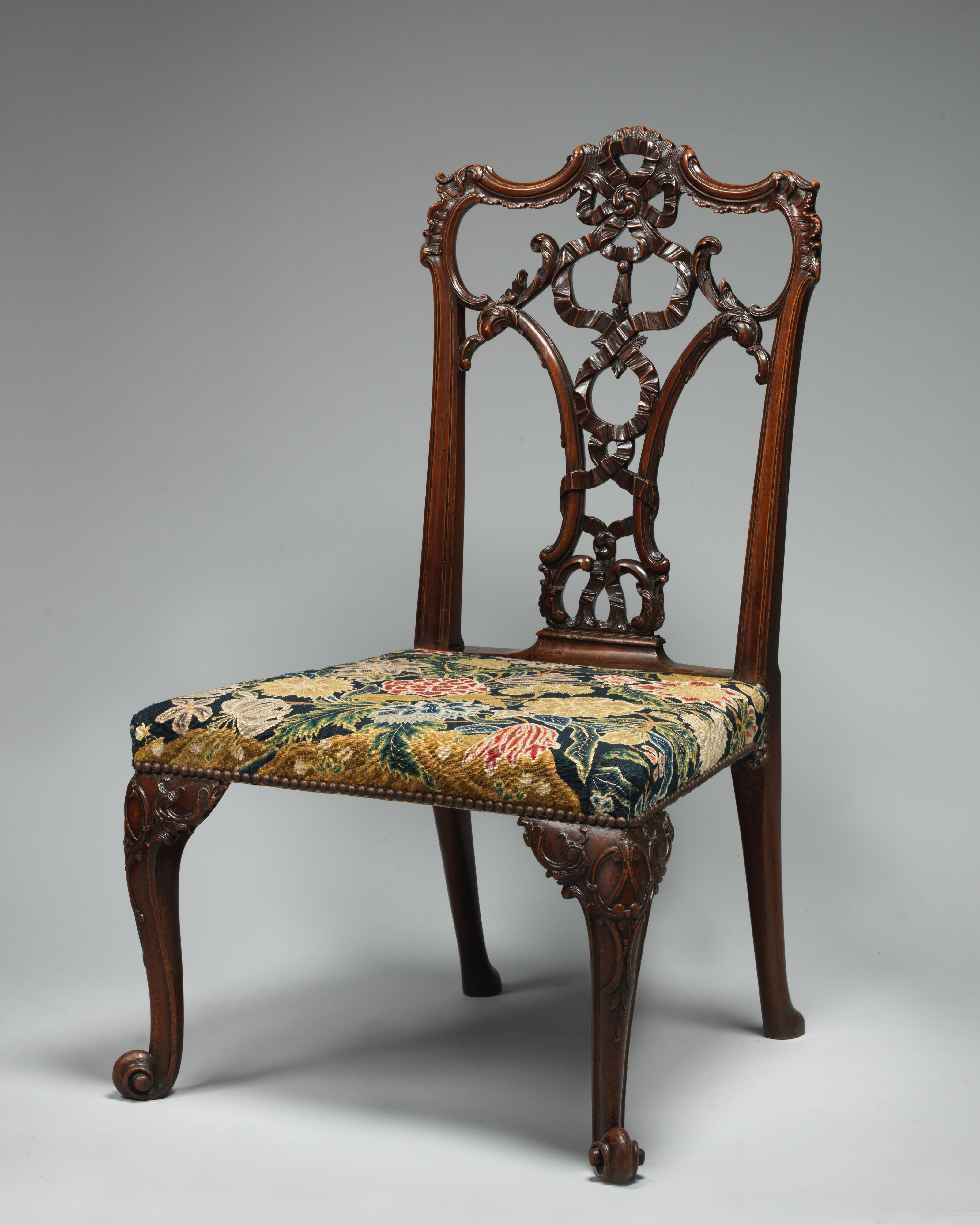
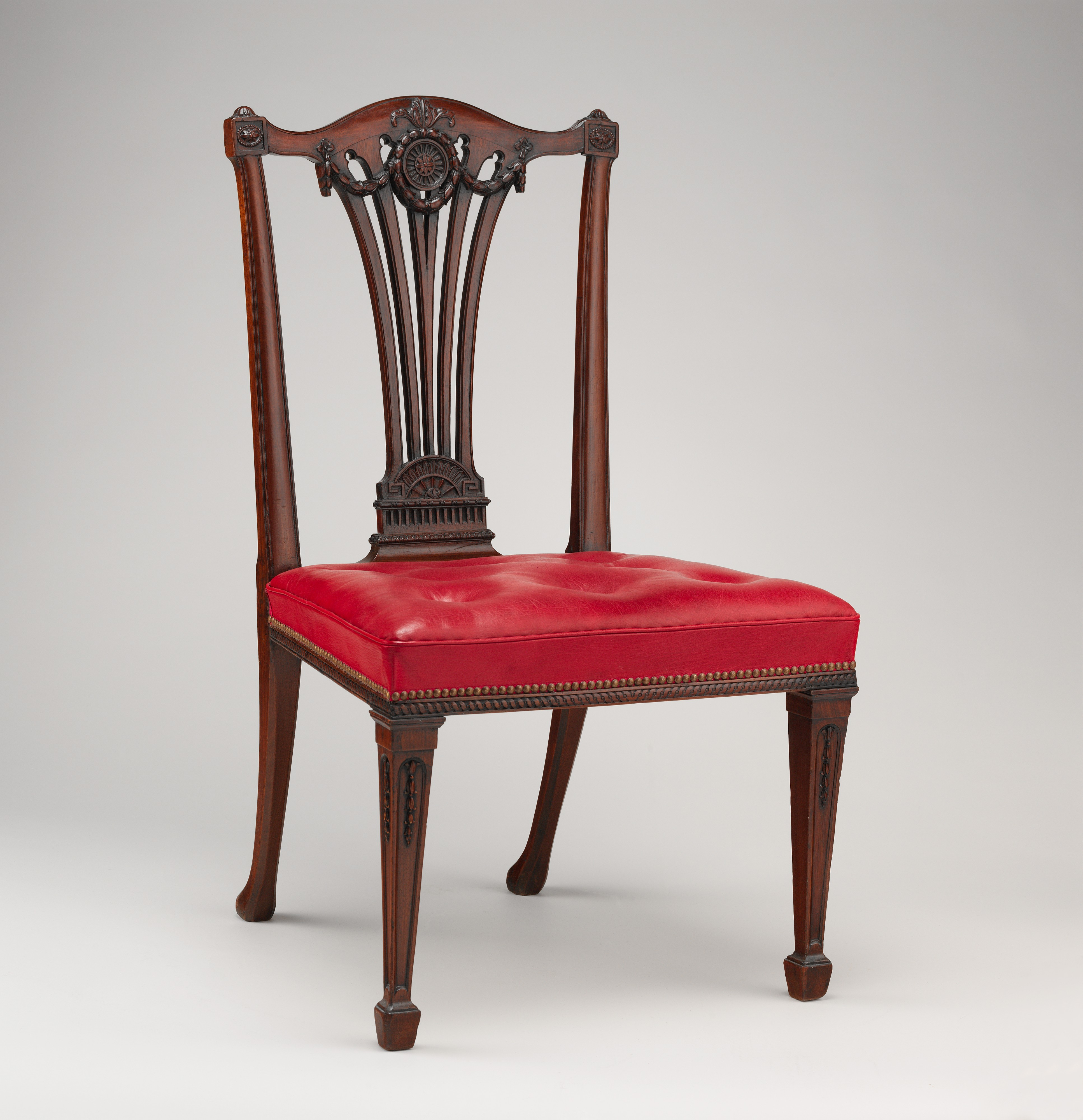
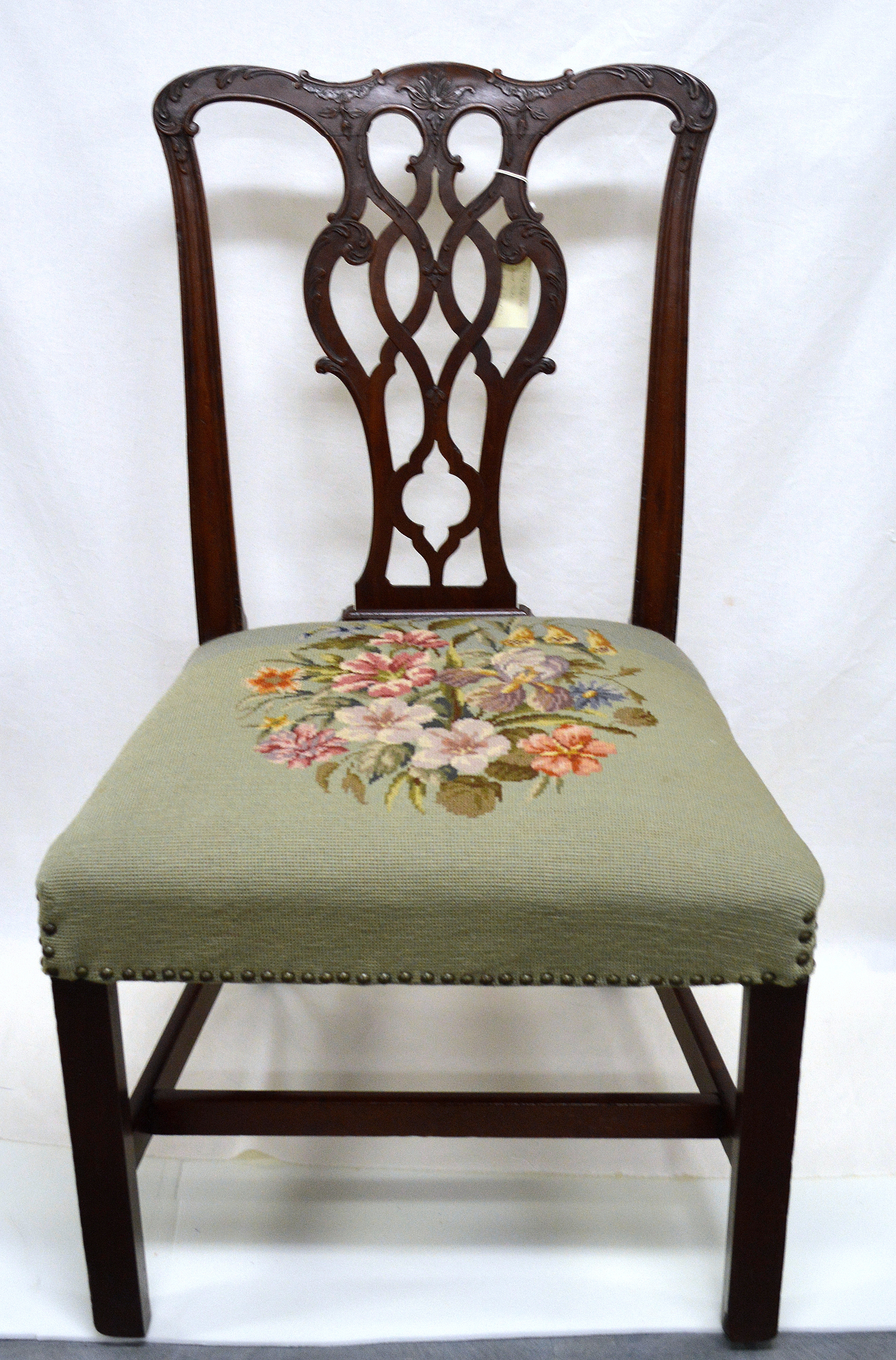
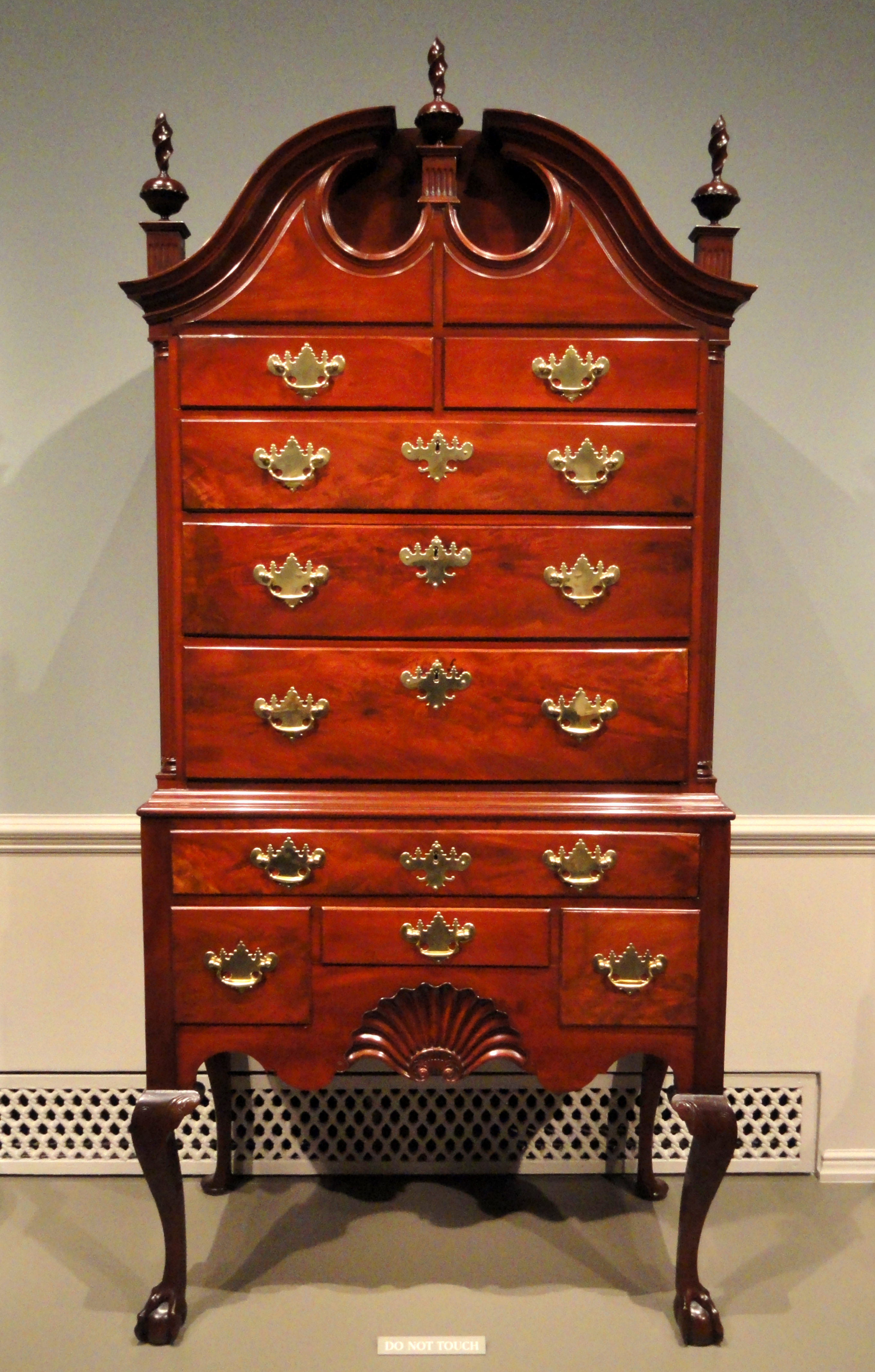
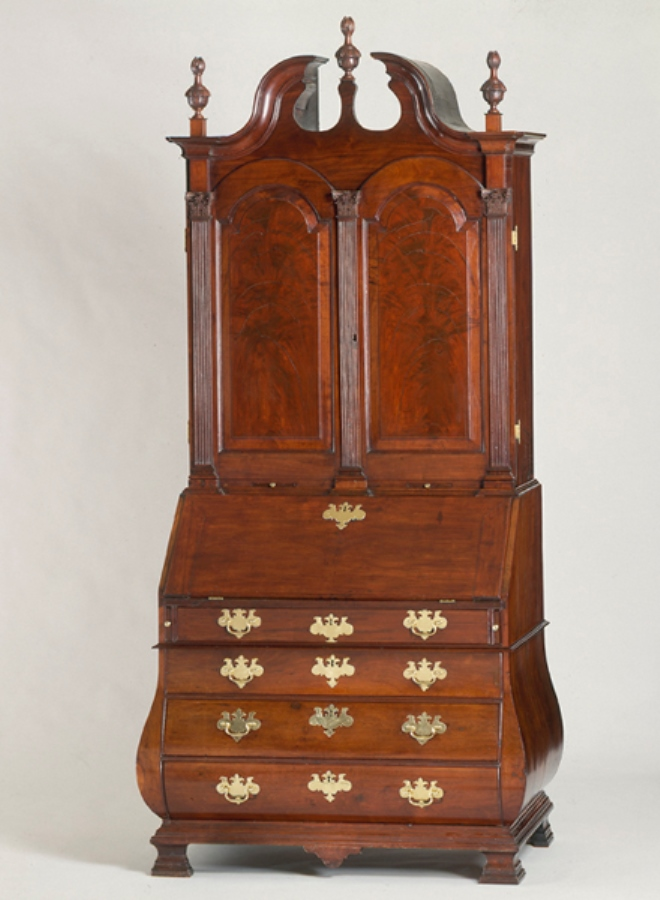
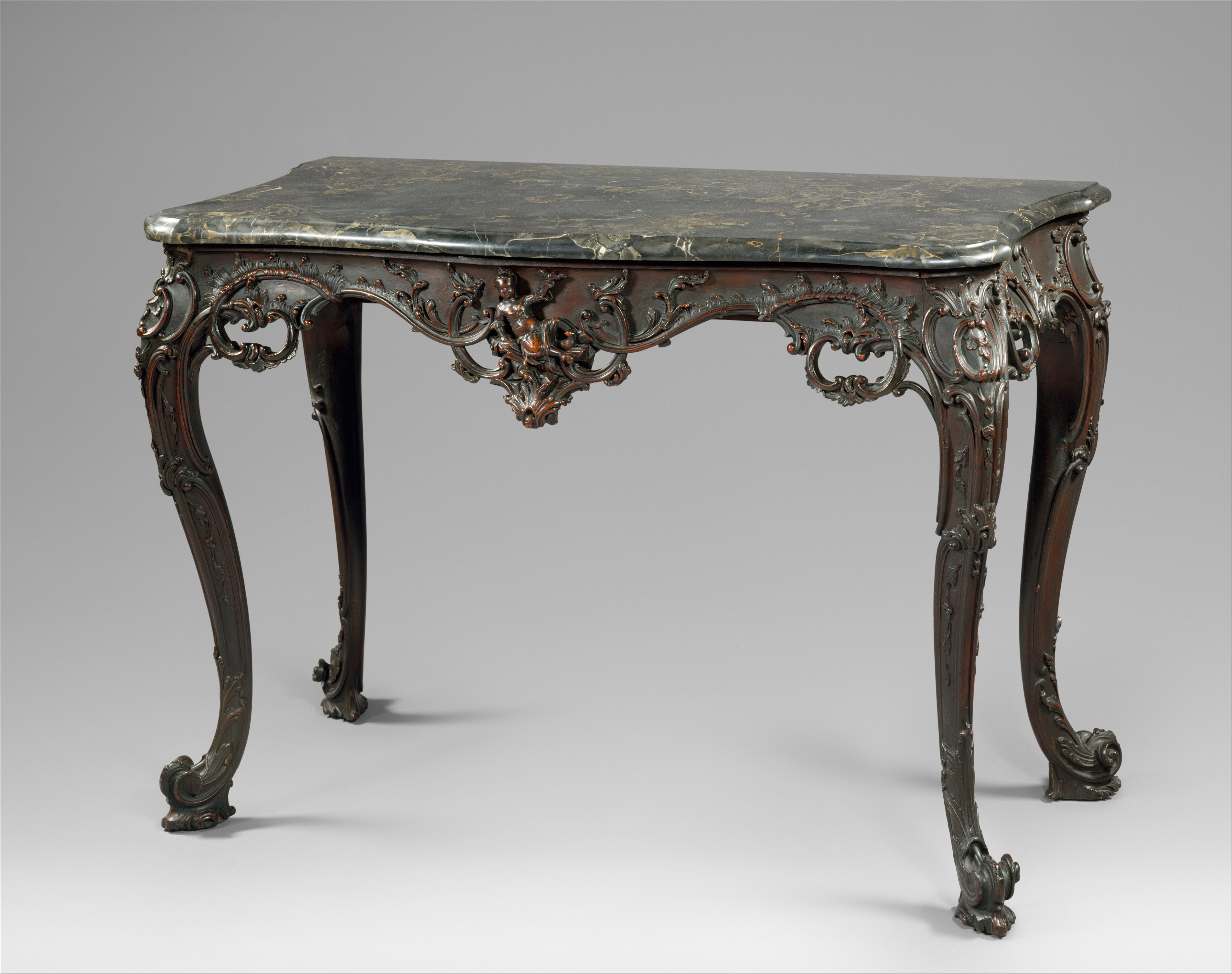
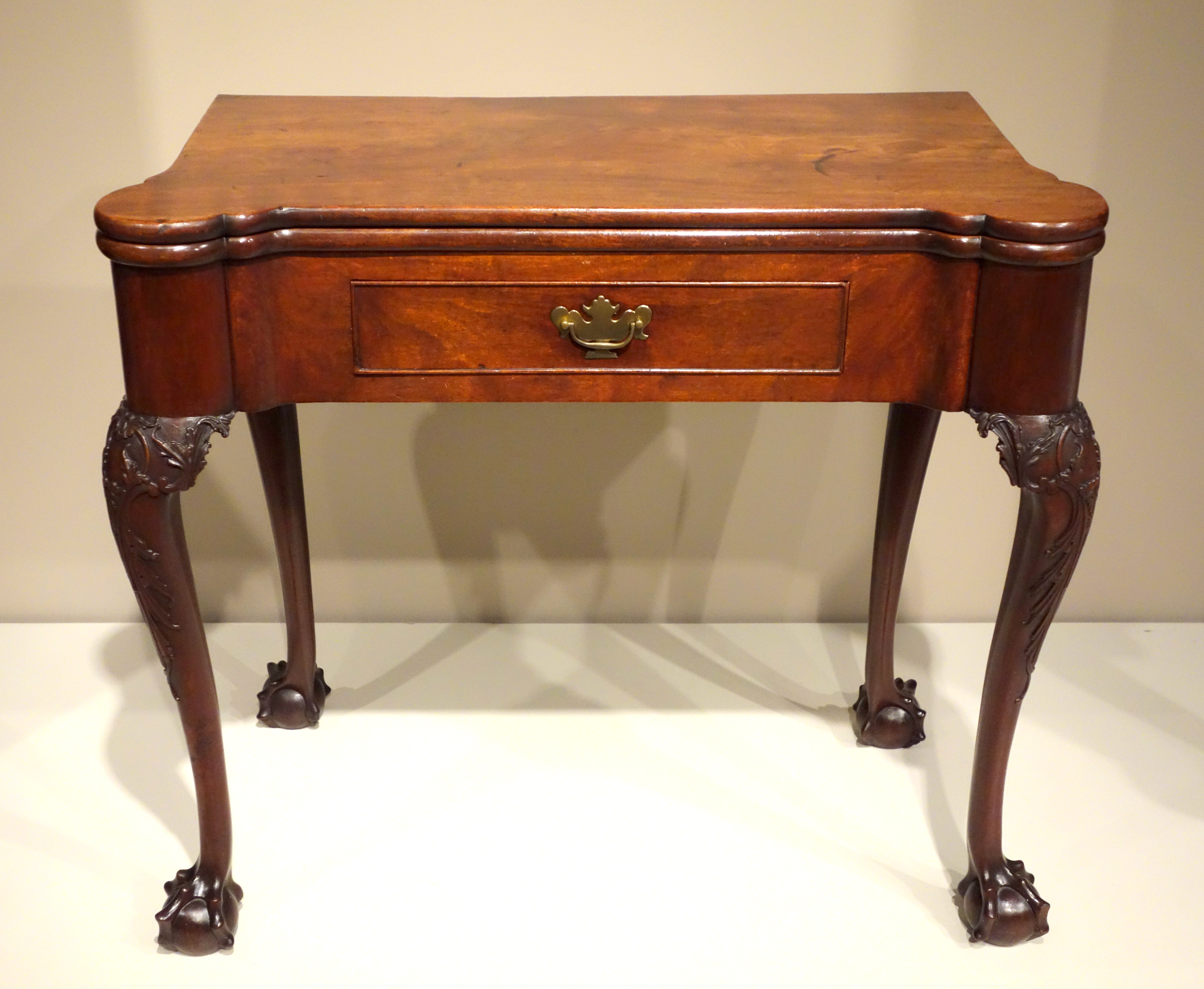